# 画溪
画溪村，是中国浙江省金华市东阳市画水镇下属行政村。

## 地理
溪画溪村位于画溪旁，狮山脚下，位于东阳市西南部，距城区14公里。交通便利，东阳至义乌、金华公路沿村而过。当地为五代十国时期王安封禁阵大将军，以洪州统制兵马，因死于东阳，当地墓葬于画溪旁。其长子王望为监军，再次守墓并长期定居于此。当地人口密集，为东阳第一大自然村。其中东阳市级文物保护单位有五处：锄经堂、绍德堂、敦睦堂等。

## 事件
1999年，东阳市在画水镇画溪村建立了竹溪工业功能区，规划面积1800亩。到2005年初，先后有16家企业落户，其中存在各类污染问题的化工、农药和造纸企业8家。由于企业所排废水、废气对周围村民的生产生活造成严重影响，附近群众为此不断地进行集体上访。由于污染问题久拖不决，竹溪工业功能区附近群众便于2005年3月24日在唯一通往工业区的路口，用石头、毛竹搭棚设置路障。4月1日，东阳市政府决定，要求工业区内的所有企业立即实施全面停产整顿。4月10日，当地群众与警方产生冲突，导致72人受伤，其中10人重伤。之后东阳市委书记徐止平、市长葛慧君带领240人工作组进驻，5月初当地涉及污染企业关停。5月20日，当地恢复秩序。2005年9月，8名肇事者被判处8个月至5年不等的有期徒刑。同年12月，金华市委常委、东阳市委书记汤勇、市长陈丰伟受到免职。